# Caenocara ovale
Caenocara ovale är en skalbaggsart som beskrevs av Henry Clinton Fall 1905. Caenocara ovale ingår i släktet Caenocara och familjen trägnagare. Inga underarter finns listade i Catalogue of Life.